# José María Callejón Bueno
José María Callejón Bueno (Motril, 11 de febrer de 1987) és un futbolista andalús, que juga com a davanter al Marbella Fútbol Club. És germà bessó del també futbolista Juan Miguel Callejón Bueno.

## Biografia

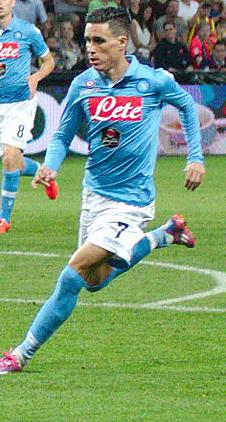
José Callejón jugant al Nàpols.

El jugador va fer el salt al futbol d'elit al Reial Madrid Castella al maig de 2007, en què va jugar 4 partits en aquella temporada. La següent, la 2007-08, va participar en 37 partits i va marcar 21 gols, cosa que li suposà ser el màxim golejador de la Segona Divisió B. Després d'aquest èxit i en finalitzar la temporada, el futbolista va firmar un contracte de quatre temporades amb el RCD Espanyol.
Donat el seu bon rendiment amb el conjunt blanc-i-blau, el Reial Madrid va mostrar el seu interès a reincorporar-lo durant l'any 2011, fent oficial el seu fitxatge el 22 de maig. Va debutar amb el primer equip madrileny el 16 de juliol a un amistós contra Los Angeles Galaxy a Califòrnia, marcant el primer gol del partit en la victòria del Madrid per 4 gols a 1.
El juliol de 2013 el Reial Madrid i l'SSC Napoli varen arribar a un acord pel traspàs del jugador al club italià, per uns deu milions d'euros, i amb un contracte per quatre temporades.

### Selecció espanyola
Callejón va debutar a la selecció espanyola sub-21 al 25 de març de 2008, contra el Kazakhstan. Va jugar 46 minuts en el terreny de joc i va marcar un dels cinc gols del partit, en què Espanya va guanyar.

## Estadístiques
Actualitzades a 25 de juny del 2013.
| Club                    | Temporada               | Lliga   | Lliga | Lliga   | Copa1   | Copa1 | Copa1   | Europa  | Europa | Europa  | Total   | Total | Total   |
| Club                    | Temporada               | Partits | Gols  | Assists | Partits | Gols  | Assists | Partits | Gols   | Assists | Partits | Gols  | Assists |
| ----------------------- | ----------------------- | ------- | ----- | ------- | ------- | ----- | ------- | ------- | ------ | ------- | ------- | ----- | ------- |
| Reial Madrid Castella   | 2006–07                 | 4       | 0     | —       | —       | —     | —       | —       | —      | —       | 4       | 0     | —       |
| Reial Madrid Castella   | 2007–08                 | 37      | 21    | —       | —       | —     | —       | —       | —      | —       | 36      | 21    | —       |
| Reial Madrid Castella   | Total                   | 41      | 21    | —       | —       | —     | —       | —       | —      | —       | 40      | 21    | —       |
| RCD Espanyol            | 2008–09                 | 24      | 2     | 0       | 6       | 2     | 0       | 0       | 0      | 0       | 30      | 4     | 0       |
| RCD Espanyol            | 2009–10                 | 36      | 2     | 4       | 1       | 0     | 0       | 0       | 0      | 0       | 37      | 2     | 4       |
| RCD Espanyol            | 2010–11                 | 37      | 6     | 10      | 2       | 0     | 0       | 0       | 0      | 0       | 39      | 6     | 10      |
| RCD Espanyol            | Total                   | 97      | 10    | 14      | 9       | 2     | 0       | 0       | 0      | 0       | 106     | 12    | 14      |
| Reial Madrid CF         | 2011–12                 | 25      | 5     | 0       | 6       | 3     | 2       | 5       | 5      | 0       | 36      | 13    | 2       |
| Reial Madrid CF         | 2012–13                 | 30      | 3     | 5       | 7       | 2     | 0       | 4       | 2      | 0       | 41      | 7     | 5       |
| Reial Madrid CF         | Total                   | 55      | 8     | 5       | 13      | 5     | 2       | 9       | 7      | 0       | 77      | 20    | 7       |
| Total a la seva carrera | Total a la seva carrera | 192     | 39    | 21      | 21      | 7     | 2       | 9       | 7      | 0       | 223     | 53    | 21      |

1Inclou també la Supercopa d'Espanya.

## Palmarès
Reial Madrid
- 1 Primera divisió: 2011-12
- 1 Supercopa d'Espanya: 2012

Napoli
- 2 Coppa Italia: 2013–14, 2019-20
- 1 Supercoppa Italiana: 2014